# ترمینال رودخانه تور
ترمینال رودخانه تور (روسی: Тверской речной вокзал) یک ترمینال مسافربری حمل و نقل رودخانه‌ای تا حدی تخریب شده در تور است. این ترمینال در محل تلاقی رودخانه‌های ولگا و تورتسا، در ساحل چپ ولگا، درست نزدیک مصب رودخانه تورتسا واقع شده است.
ساخت و ساز در سال ۱۹۳۵، در نزدیکی محل تخریب صومعه اوتروک اوسپنسکی آغاز شد. و تا سال ۱۹۳۸ تکمیل شد. هم معماران و هم بیشتر کارگران حاضر در محل، زندانیان ولگولاگ بودند. اردوگاه کار اجباری (بخشی از گولاگ).
به دلیل سهل‌انگاری‌ها و کوتاه آمدن‌های انجام شده در طول برنامه‌ریزی و ساخت و ساز، سازه ساختمان تا پایان دهه ۱۹۸۰ شروع به زوال کرد. به دلیل مشکلات مالی که شهر در دهه ۱۹۹۰ و اوایل دهه ۲۰۰۰ تجربه کرد، مقامات محلی قادر به تأمین هزینه‌های تعمیرات مناسب نبودند که منجر به وخامت بیشتر آن شد.
در آن زمان، به دنبال کاهش حمل و نقل آبی در منطقه، ساختمان ترمینال رودخانه تقریباً به مدت یک دهه از دستور کار خارج شد. در سال‌های بعد، تا سال ۲۰۱۱، گاهی به عنوان محلی برای نمایشگاه‌های هنری مورد استفاده قرار می‌گرفت، در حالی که برخی از بخش‌ها به مستاجران مختلف اجاره داده می‌شد.
در آستانه ۷ اوت ۲۰۱۷، ساختمان اصلی شروع به فروریختن کرد - فرآیندی که روز بعد نیز ادامه یافت و در نهایت منجر به از بین رفتن دیوارهای خارجی، سازه‌های کف و سقف شد.
تا ماه مه ۲۰۲۳، ساختمان پس از فروپاشی دست‌نخورده باقی مانده و هیچ کار مرمتی در حال انجام نیست.

## وقایع پس از فروپاشی
بلافاصله پس از این رویداد، ایگور رودنیا، فرماندار استان تور، اعلام کرد که ساختمان ترمینال به شکل تاریخی خود بازسازی خواهد شد. با این حال، هیچ تاریخ قطعی در رابطه با این بیانیه اعلام نشد.
در ۲۸ اوت ۲۰۱۷، یکی از رسانه‌های منطقه‌ای گزارش داد که مقامات محلی حداقل برای چند ماه می‌دانستند که ساختمان در شرف فروریختن است، زیرا دستور بازرسی از سازه‌های ساختمان را داده بودند، اما در نهایت به دلیل هزینه تعمیرات اضطراری، تصمیم گرفتند آن را به تعویق بیندازند.
تا نوامبر ۲۰۱۷، بیشتر آوار ناشی از فروریختن ساختمان جمع‌آوری شد و هرگونه بقایای ناپایدار به پایین رانده شد. خود ساختمان با بنرهای تزئینی پوشانده شد و از اسکله و پیاده‌روها حصارکشی شد تا مردم از هرگونه ریزش آوار تصادفی در امان باشند.
در آوریل ۲۰۱۸، الکساندرا اسمیرنووا، معاون رئیس شعبه منطقه‌ای انجمن سراسری روسیه برای حفاظت از بناهای تاریخی و فرهنگی در شهر تور، در مصاحبه‌ای اظهار داشت که در بودجه سال ۲۰۱۸ استان تور، هیچ پولی برای تعمیرات اضطراری یا بازسازی ترمینال اختصاص داده نشده است.
در ۱۹ ژوئن ۲۰۱۹، رئیس دوما (مجلس سفلی پارلمان منطقه‌ای) اوگنی پیچویف، در پاسخ به سؤالی در مورد سرنوشت ترمینال رودخانه، اظهار داشت که شهر بودجه‌ای برای بازسازی ندارد و لازم است سرمایه‌گذاری پیدا شود که علاقه‌مند به تأمین مالی تعمیرات باشد.
در ۲۲ ژوئیه ۲۰۱۹، مقامات محلی اعلام کردند که یک مطالعه مهندسی پیچیده به منظور ارائه پیشنهادها و دستورالعمل‌هایی در مورد روند مرمت انجام خواهد شد. با این حال، همچنین اعلام شد که تا زمان تکمیل مطالعه، هیچ تصمیم قطعی در مورد سرنوشت ساختمان گرفته نخواهد شد: اگر مهندسان تصمیم بگیرند که خسارت جبران‌ناپذیری وجود دارد، ساختمان به احتمال زیاد به جای مرمت، تخریب خواهد شد. طبق قرارداد این مطالعه، نتایج آن باید حداکثر تا ۲۰ دسامبر ۲۰۱۹ به مقامات تحویل داده شود. تا تاریخ ۲۶ دسامبر ۲۰۱۹، این نتایج به صورت عمومی منتشر نشده است.

در ۱۱ دسامبر ۲۰۱۹، ایگور رودنیا، فرماندار استان تور، در مصاحبه‌ای اظهار داشت که قرار است به جای بازسازی یک ساختمان تاریخی، با استفاده از «فناوری‌های جدید»، یک ساختمان کاملاً جدید برای ترمینال رودخانه ساخته شود. رودنیا اعلام کرد که در حال حاضر ۸۰۰ میلیون روبل برای تأمین بودجه ساخت و ساز تأمین شده است. در همان مصاحبه، او همچنین اظهار داشت که برنامه‌هایی برای بازسازی جزئی Otroch Uspensky Monastery وجود دارد. مجتمع ساختمانی به همراه ساخت ترمینال (به‌طور گسترده اعتقاد بر این است که اولی در همان مکانی که ترمینال رودخانه قرار داشت، درست قبل از تخریب آن در اوایل دهه ۱۹۳۰، قرار داشت). فرماندار اشاره نکرده است که چگونه مقامات محلی قانون فدرال را دور خواهند زد، قانونی که تخریب هرگونه ساختمانی را که به عنوان میراث فرهنگی مردم فدراسیون روسیه اعلام شده است، اکیداً ممنوع می‌کند.

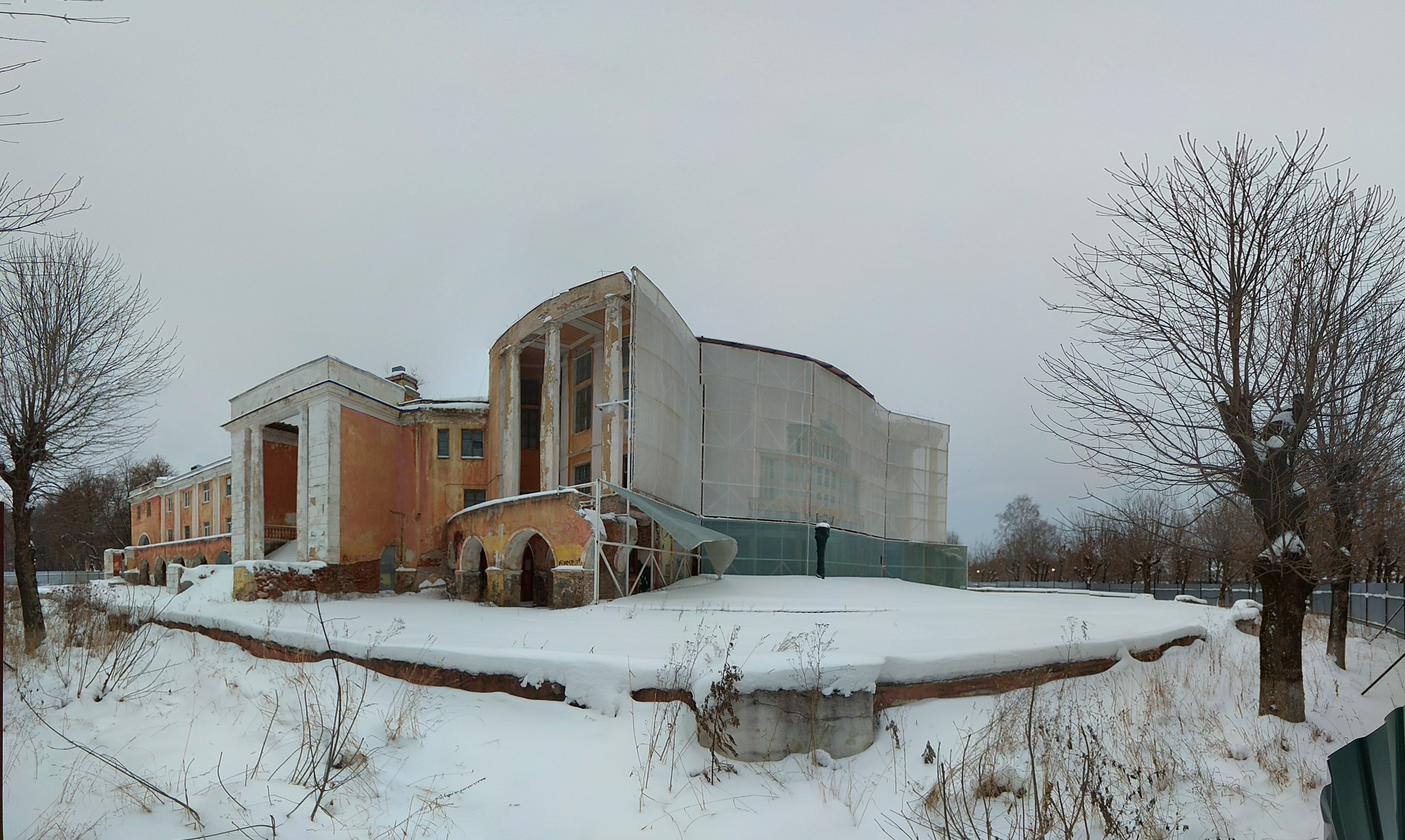
نمای پانوراما از ساختمان ترمینال رودخانه تِوِر (۱۲ ژانویه ۲۰۱)
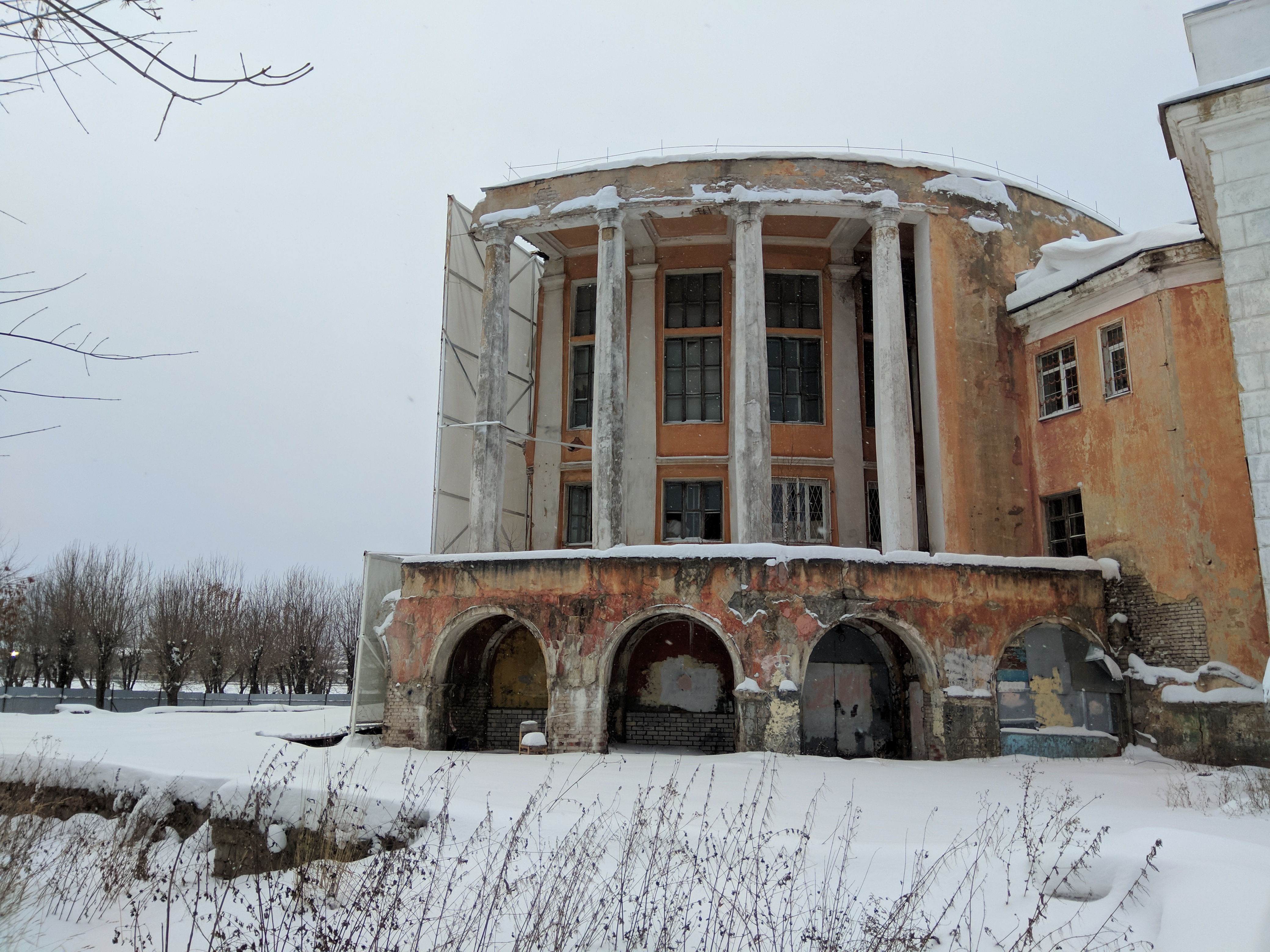
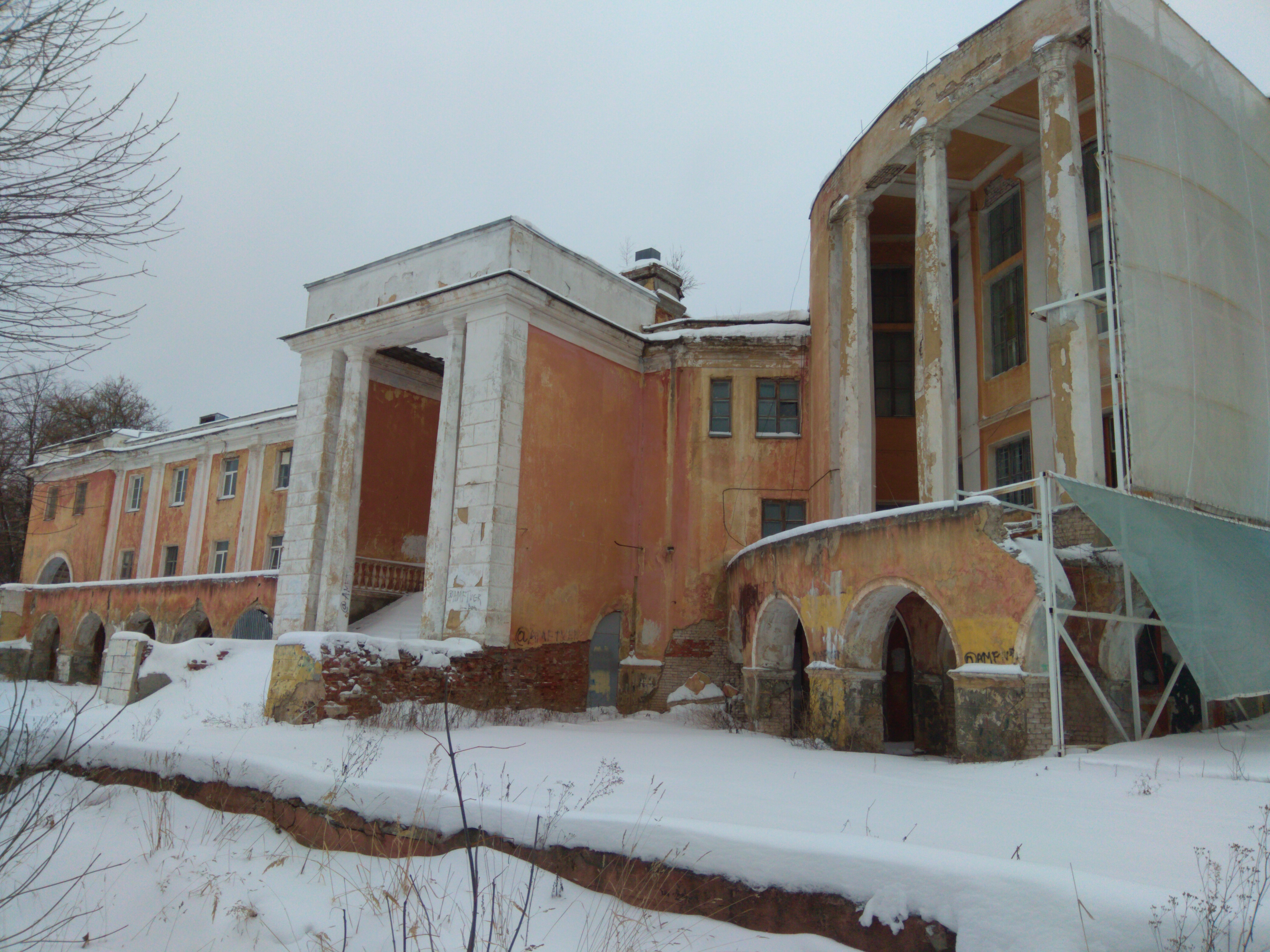
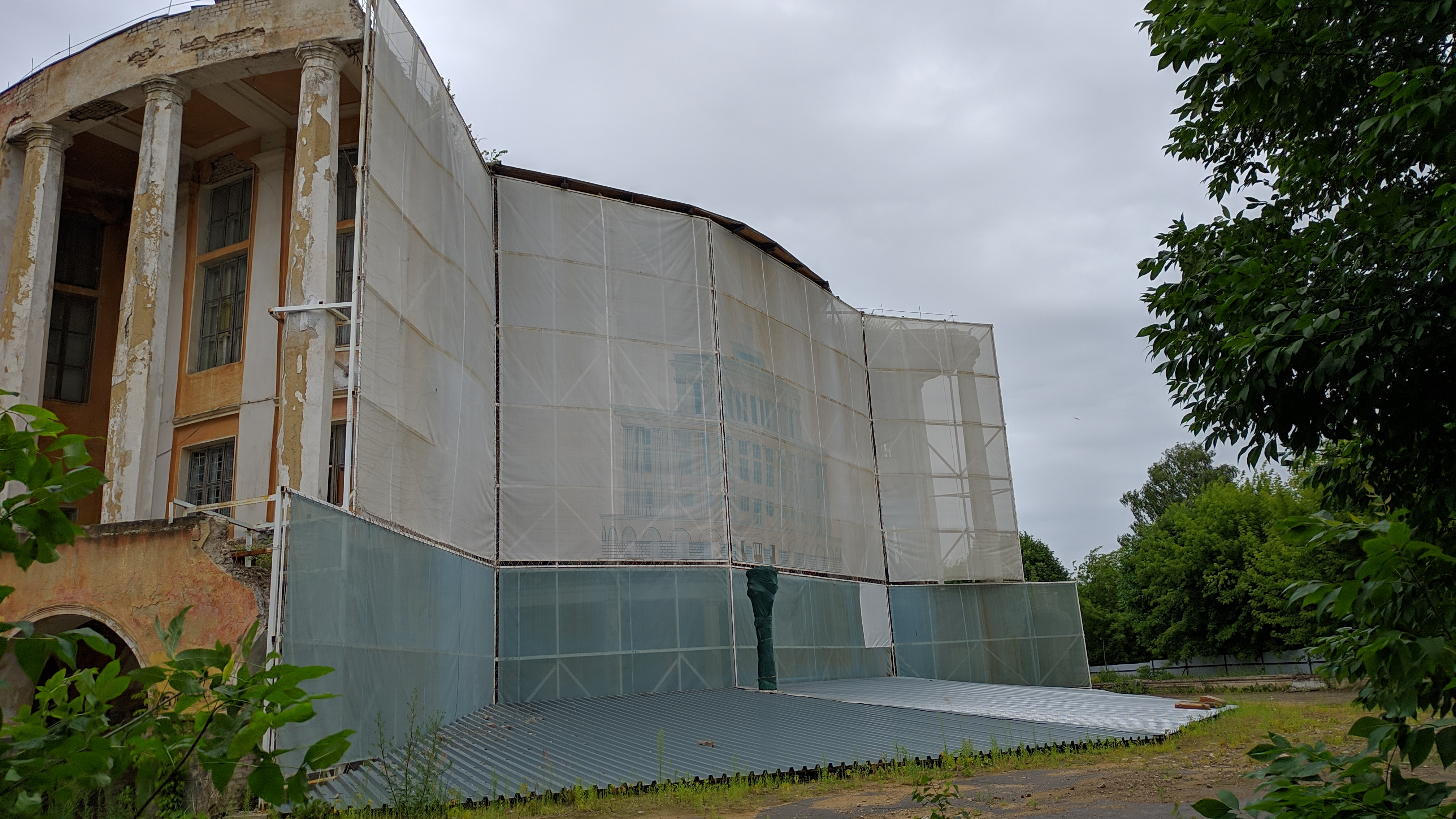
ضلع جنوبی ساختمان مدور ترمینال رودخانه تور (۲۹ ژوئن ۲۰۱۹)
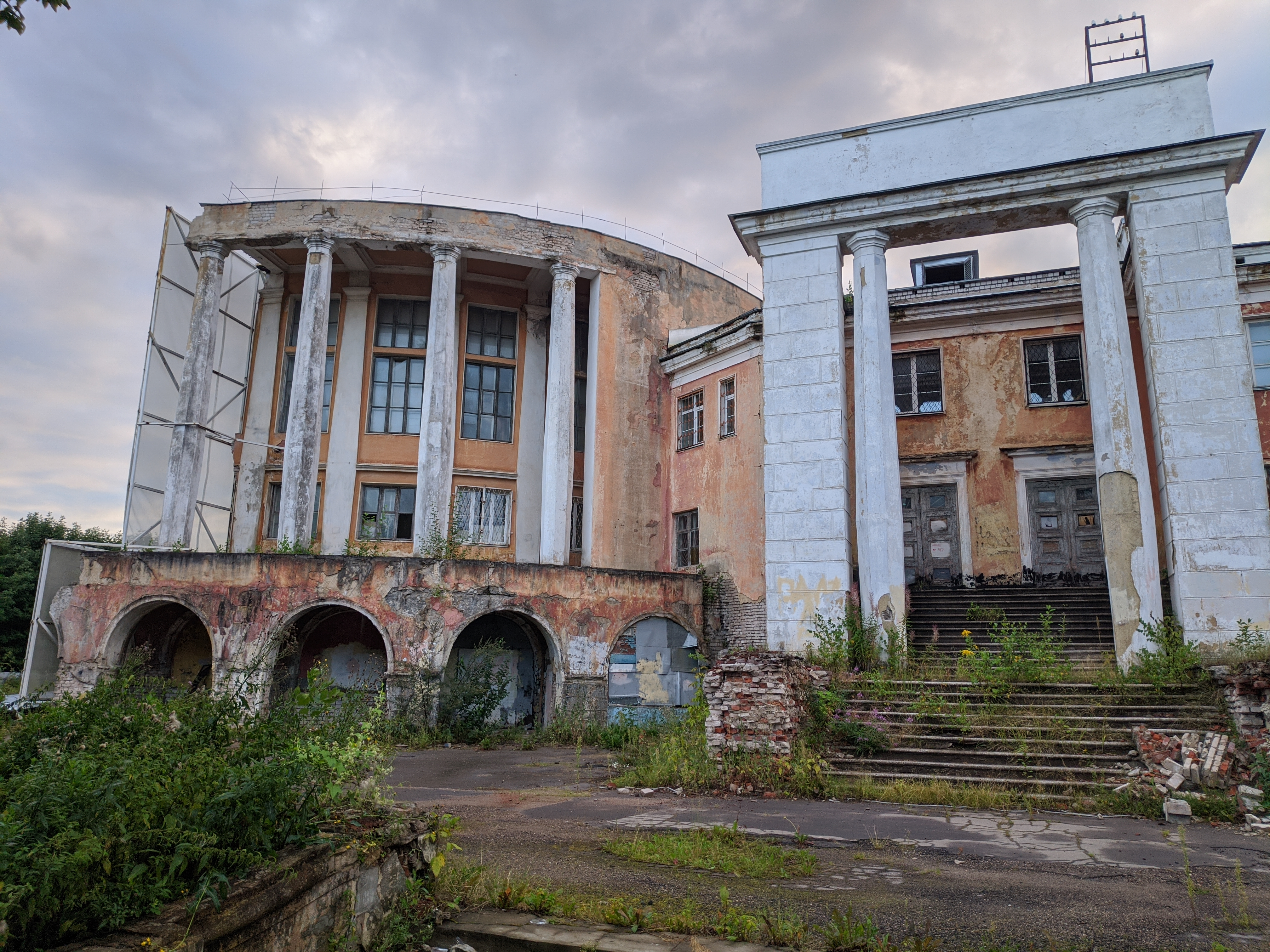
ضلع شمال شرقی ساختمان مدور ترمینال رودخانه تور، (۱۶ اوت ۲۰۲۰)
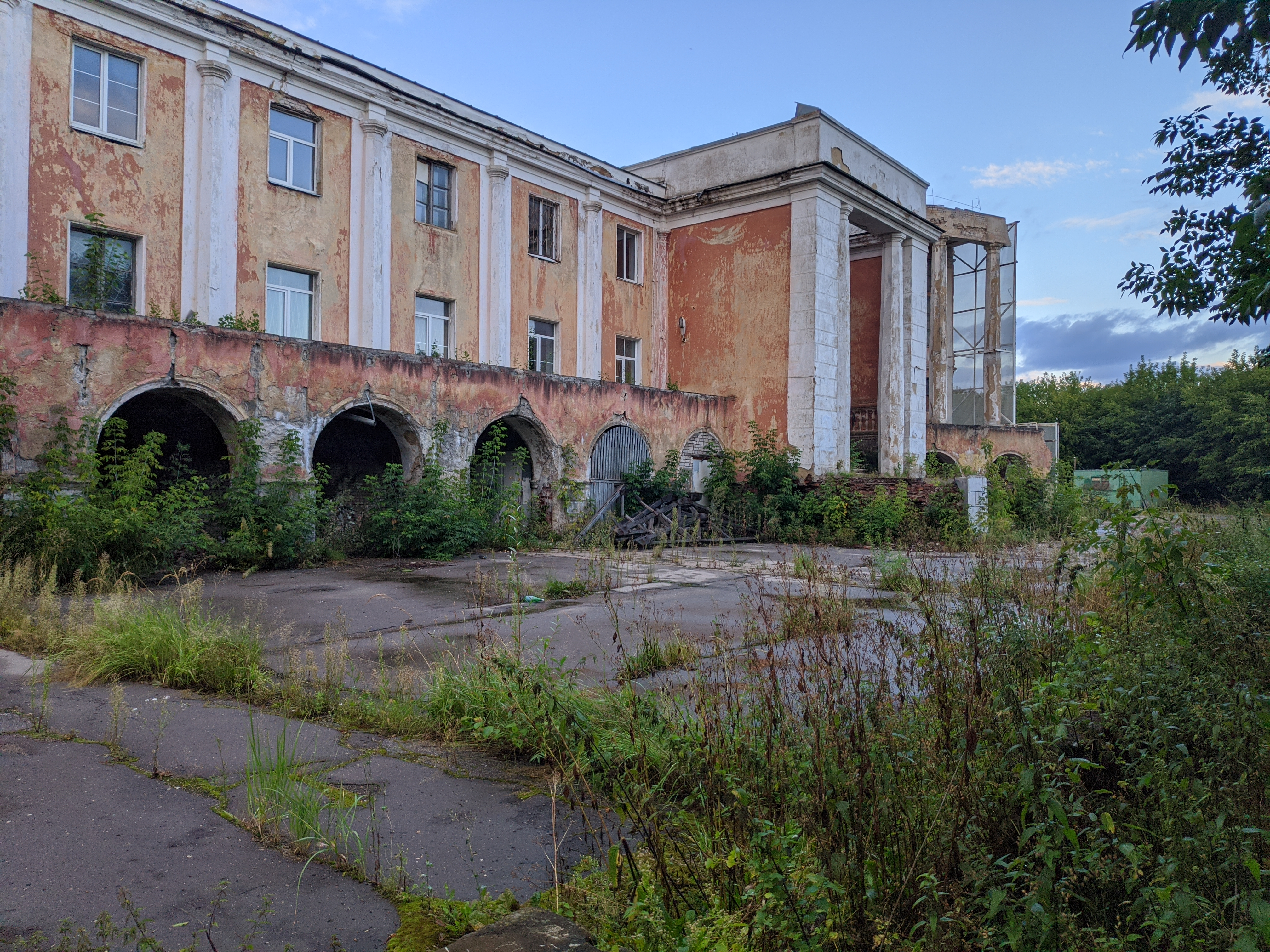
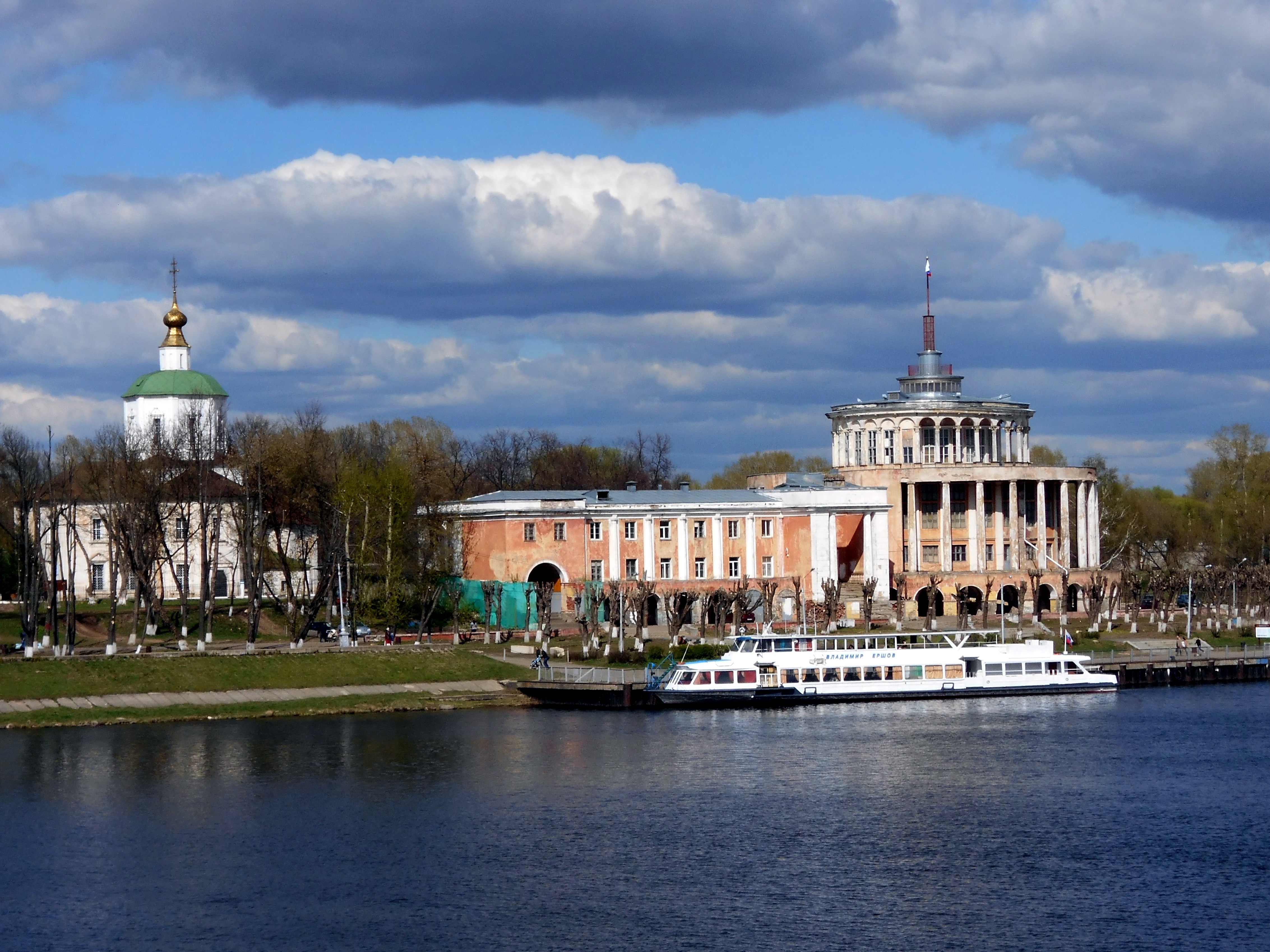
منظره از ولگا
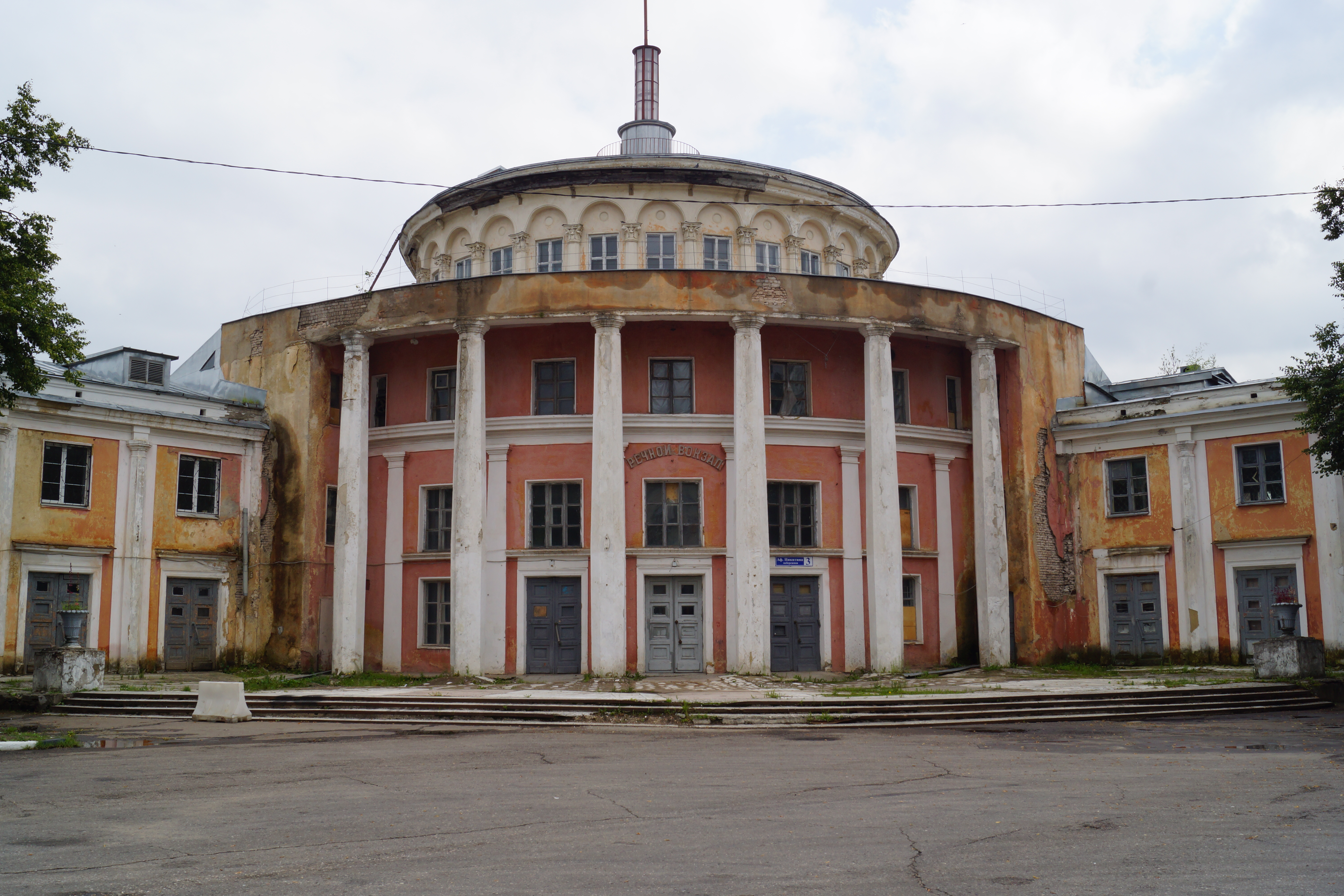